# سوالم التيرس (موالين الواد)
سوالم التيرس هي إحدى مشيخات المملكة المغربية، تتبع جغرافيا لإقليم بنسليمان وإداريًا لموالين الواد. يقدر عدد سكانها بـ 4279 نسمة حسب الإحصاء الرسمي للسكان والسكنى لسنة 2004.